# Robert Benjamin Hilton
Robert Benjamin Hilton (geb. Smith; * 1821 in Virginia; † 10. Januar 1894 in Tallahassee, Florida) war ein US-amerikanischer Jurist, Zeitungsbesitzer und -redakteur sowie konföderierter Offizier und Politiker.

## Werdegang
Hilton graduierte 1843 an der Brown University. Während seiner Studienzeit gehörte er der Phi Beta Kappa an. Später zog er nach Tallahassee in Florida, wo er eine Anwaltskanzlei eröffnete, die in der Folgezeit erfolgreich wurde. Im Januar 1849 änderte er legal seinen Nachnamen zu Hilton. Ferner gründete er zusammen mit Augustus Maxwell im selben Jahr eine Zeitung, den Tallahassee Floridian, wo sie auch als Redakteure tätig waren. Später vereinigten sie die Zeitung mit dem Southern Journal zum Floridian and Journal. 1858 wurde er zum Clerk im Repräsentantenhaus von Florida gewählt.
Nach dem Ausbruch des Bürgerkrieges erhielt er im April 1861 ein Offizierspatent zum Captain in der Kompanie D bei der ersten Infanterie von Florida. Zwischen 1862 und 1865 vertrat er Florida im ersten und zweiten Konföderiertenkongress. Während dieser Zeit unterstützte er im Januar 1864 erfolgreich einen Gesetzesentwurf zwecks der Aufhebung von der Befreiung vom Militärdienst für Männer im wehrfähigen Alter, welche zuvor gewährt wurde, sofern sie einen bezahlten Stellvertreter bereitstellen konnten. Ferner war er auch in der Gesetzgebung aktiv betreffend Steuergrenzen und Finanzierung der konföderierten Währung.
Nach dem Krieg hielt Hilton 1867 kurz den Posten als Richter am State Court inne. Er verstarb 1894 in Tallahassee und wurde dann dort auf dem St. John's Episcopal Cemetery beigesetzt.

## Trivia
Das Tagebuch von Hilton aus dem Bürgerkrieg ist noch erhalten und heute im Besitz der University of Florida in Gainesville.